# Copa Sudamericana 2013
Navigation
Édition précédente Édition suivante
La Copa Sudamericana 2013, officiellement Copa Total Sudamericana 2013 pour des raisons de parrainage, est la 12e édition de la Copa Sudamericana, équivalent sud-américain de la Ligue Europa. Le vainqueur se qualifie pour la Copa Libertadores 2014, la Recopa Sudamericana 2014 et pour la Coupe Suruga Bank 2014.
Pour la deuxième année consécutive, la finale oppose un club argentin et un club brésilien. Pour cette édition, c'est le Club Atlético Lanús qui s'impose après avoir battu l'Associação Atlética Ponte Preta. C'est le premier titre de Lanus dans la compétition et le deuxième trophée international de son histoire, après la Copa CONMEBOL 1996. Ponte Petra réussit en revanche une superbe entrée en matière puisque c'est la première participation du club à une compétition continentale.

## Clubs engagés
Les critères de qualification pour la compétition sont les mêmes que ceux utilisés lors de l'édition précédente. Le nombre de participants reste identique : chacune des fédérations membre de la CONMEBOL engage quatre équipes, à l'exception du Brésil et de l'Argentine, qui continuent à aligner respectivement huit et six formations. Le tenant du titre, le São Paulo FC, est automatiquement qualifié pour les huitièmes de finale. 
| Phase finale | Phase finale | Phase finale | Phase finale | Phase finale | Phase finale | Phase finale | Phase finale | Phase finale | Phase finale | Phase finale | Phase finale | Phase finale | Phase finale | Phase finale | Phase finale |
| --- | --- | --- | --- | --- | --- | --- | --- | --- | --- | --- | --- | --- | --- | --- | --- |
| - São Paulo Futebol Clube - Tenant du titre | | | | | | | | | | | | | | | |
| Deuxième tour | | | | | | | | | | | | | | | |
| - Club Atlético Vélez Sarsfield - Vainqueur de la Superfinale 2012-2013 - Club Atlético Lanús - 2e du classement cumulé 2012-2013 - Club Atlético River Plate - 3e du classement cumulé 2012-2013 - Racing Club de Avellaneda - 4e du classement cumulé 2012-2013 - Club Atlético Belgrano - 7e du classement cumulé 2012-2013 - Club Atlético San Lorenzo de Almagro - 8e du classement cumulé 2012-2013 | - Club Atlético Vélez Sarsfield - Vainqueur de la Superfinale 2012-2013 - Club Atlético Lanús - 2e du classement cumulé 2012-2013 - Club Atlético River Plate - 3e du classement cumulé 2012-2013 - Racing Club de Avellaneda - 4e du classement cumulé 2012-2013 - Club Atlético Belgrano - 7e du classement cumulé 2012-2013 - Club Atlético San Lorenzo de Almagro - 8e du classement cumulé 2012-2013 | - Club Atlético Vélez Sarsfield - Vainqueur de la Superfinale 2012-2013 - Club Atlético Lanús - 2e du classement cumulé 2012-2013 - Club Atlético River Plate - 3e du classement cumulé 2012-2013 - Racing Club de Avellaneda - 4e du classement cumulé 2012-2013 - Club Atlético Belgrano - 7e du classement cumulé 2012-2013 - Club Atlético San Lorenzo de Almagro - 8e du classement cumulé 2012-2013 | - Club Atlético Vélez Sarsfield - Vainqueur de la Superfinale 2012-2013 - Club Atlético Lanús - 2e du classement cumulé 2012-2013 - Club Atlético River Plate - 3e du classement cumulé 2012-2013 - Racing Club de Avellaneda - 4e du classement cumulé 2012-2013 - Club Atlético Belgrano - 7e du classement cumulé 2012-2013 - Club Atlético San Lorenzo de Almagro - 8e du classement cumulé 2012-2013 | - Club Atlético Vélez Sarsfield - Vainqueur de la Superfinale 2012-2013 - Club Atlético Lanús - 2e du classement cumulé 2012-2013 - Club Atlético River Plate - 3e du classement cumulé 2012-2013 - Racing Club de Avellaneda - 4e du classement cumulé 2012-2013 - Club Atlético Belgrano - 7e du classement cumulé 2012-2013 - Club Atlético San Lorenzo de Almagro - 8e du classement cumulé 2012-2013 | - Club Atlético Vélez Sarsfield - Vainqueur de la Superfinale 2012-2013 - Club Atlético Lanús - 2e du classement cumulé 2012-2013 - Club Atlético River Plate - 3e du classement cumulé 2012-2013 - Racing Club de Avellaneda - 4e du classement cumulé 2012-2013 - Club Atlético Belgrano - 7e du classement cumulé 2012-2013 - Club Atlético San Lorenzo de Almagro - 8e du classement cumulé 2012-2013 | - Club Atlético Vélez Sarsfield - Vainqueur de la Superfinale 2012-2013 - Club Atlético Lanús - 2e du classement cumulé 2012-2013 - Club Atlético River Plate - 3e du classement cumulé 2012-2013 - Racing Club de Avellaneda - 4e du classement cumulé 2012-2013 - Club Atlético Belgrano - 7e du classement cumulé 2012-2013 - Club Atlético San Lorenzo de Almagro - 8e du classement cumulé 2012-2013 | - Club Atlético Vélez Sarsfield - Vainqueur de la Superfinale 2012-2013 - Club Atlético Lanús - 2e du classement cumulé 2012-2013 - Club Atlético River Plate - 3e du classement cumulé 2012-2013 - Racing Club de Avellaneda - 4e du classement cumulé 2012-2013 - Club Atlético Belgrano - 7e du classement cumulé 2012-2013 - Club Atlético San Lorenzo de Almagro - 8e du classement cumulé 2012-2013 | - Clube Náutico Capibaribe - 12e du championnat du Brésil 2012 - Coritiba Foot Ball Club - 13e du championnat du Brésil 2012 - Associação Atlética Ponte Preta - 14e du championnat du Brésil 2012 - Esporte Clube Bahia - 15e du championnat du Brésil 2012 - Portuguesa - 16e du championnat du Brésil 2012 - Sport Club do Recife - 17e du championnat du Brésil 2012 - Criciúma Esporte Clube - 2e du championnat du Brésil de D2 2012 - Esporte Clube Vitória - 4e du championnat du Brésil de D2 2012 | - Clube Náutico Capibaribe - 12e du championnat du Brésil 2012 - Coritiba Foot Ball Club - 13e du championnat du Brésil 2012 - Associação Atlética Ponte Preta - 14e du championnat du Brésil 2012 - Esporte Clube Bahia - 15e du championnat du Brésil 2012 - Portuguesa - 16e du championnat du Brésil 2012 - Sport Club do Recife - 17e du championnat du Brésil 2012 - Criciúma Esporte Clube - 2e du championnat du Brésil de D2 2012 - Esporte Clube Vitória - 4e du championnat du Brésil de D2 2012 | - Clube Náutico Capibaribe - 12e du championnat du Brésil 2012 - Coritiba Foot Ball Club - 13e du championnat du Brésil 2012 - Associação Atlética Ponte Preta - 14e du championnat du Brésil 2012 - Esporte Clube Bahia - 15e du championnat du Brésil 2012 - Portuguesa - 16e du championnat du Brésil 2012 - Sport Club do Recife - 17e du championnat du Brésil 2012 - Criciúma Esporte Clube - 2e du championnat du Brésil de D2 2012 - Esporte Clube Vitória - 4e du championnat du Brésil de D2 2012 | - Clube Náutico Capibaribe - 12e du championnat du Brésil 2012 - Coritiba Foot Ball Club - 13e du championnat du Brésil 2012 - Associação Atlética Ponte Preta - 14e du championnat du Brésil 2012 - Esporte Clube Bahia - 15e du championnat du Brésil 2012 - Portuguesa - 16e du championnat du Brésil 2012 - Sport Club do Recife - 17e du championnat du Brésil 2012 - Criciúma Esporte Clube - 2e du championnat du Brésil de D2 2012 - Esporte Clube Vitória - 4e du championnat du Brésil de D2 2012 | - Clube Náutico Capibaribe - 12e du championnat du Brésil 2012 - Coritiba Foot Ball Club - 13e du championnat du Brésil 2012 - Associação Atlética Ponte Preta - 14e du championnat du Brésil 2012 - Esporte Clube Bahia - 15e du championnat du Brésil 2012 - Portuguesa - 16e du championnat du Brésil 2012 - Sport Club do Recife - 17e du championnat du Brésil 2012 - Criciúma Esporte Clube - 2e du championnat du Brésil de D2 2012 - Esporte Clube Vitória - 4e du championnat du Brésil de D2 2012 | - Clube Náutico Capibaribe - 12e du championnat du Brésil 2012 - Coritiba Foot Ball Club - 13e du championnat du Brésil 2012 - Associação Atlética Ponte Preta - 14e du championnat du Brésil 2012 - Esporte Clube Bahia - 15e du championnat du Brésil 2012 - Portuguesa - 16e du championnat du Brésil 2012 - Sport Club do Recife - 17e du championnat du Brésil 2012 - Criciúma Esporte Clube - 2e du championnat du Brésil de D2 2012 - Esporte Clube Vitória - 4e du championnat du Brésil de D2 2012 | - Clube Náutico Capibaribe - 12e du championnat du Brésil 2012 - Coritiba Foot Ball Club - 13e du championnat du Brésil 2012 - Associação Atlética Ponte Preta - 14e du championnat du Brésil 2012 - Esporte Clube Bahia - 15e du championnat du Brésil 2012 - Portuguesa - 16e du championnat du Brésil 2012 - Sport Club do Recife - 17e du championnat du Brésil 2012 - Criciúma Esporte Clube - 2e du championnat du Brésil de D2 2012 - Esporte Clube Vitória - 4e du championnat du Brésil de D2 2012 | - Clube Náutico Capibaribe - 12e du championnat du Brésil 2012 - Coritiba Foot Ball Club - 13e du championnat du Brésil 2012 - Associação Atlética Ponte Preta - 14e du championnat du Brésil 2012 - Esporte Clube Bahia - 15e du championnat du Brésil 2012 - Portuguesa - 16e du championnat du Brésil 2012 - Sport Club do Recife - 17e du championnat du Brésil 2012 - Criciúma Esporte Clube - 2e du championnat du Brésil de D2 2012 - Esporte Clube Vitória - 4e du championnat du Brésil de D2 2012 |
| Premier tour | | | | | | | | | | | | | | | |
| - The Strongest La Paz - Vainqueur du Tournoi Ouverture 2012 - Club Blooming - 4e du Tournoi Ouverture 2012 - Club Bamin Real Potosí - 5e du Tournoi Ouverture 2012 - Oriente Petrolero - Vainqueur du barrage pré-Sudamericana - CF Universidad de Chile - Vainqueur de la Copa Chile 2012 - CD Universidad Católica - 2e du Tournoi de transition 2013 - Club de Deportes Cobreloa - 3e du Tournoi de transition 2013 - CSD Colo-Colo - 1er de la première phase du Tournoi de Clôture 2012 - Atlético Nacional - Vainqueur de la Copa Colombia 2012 - Club Deportivo La Equidad - 2e du classement cumulé 2012 - Asociación Deportivo Pasto - 3e du classement cumulé 2012 - Itagüí Ditaires - 4e du classement cumulé 2012 - Barcelona Sporting Club - Vainqueur du Tournoi de clôture 2012 - Independiente del Valle - 4e du classement cumulé 2012 - LDU Loja - 5e du classement cumulé 2012 - Club Sport Emelec - Vainqueur du barrage pré-Sudamericana | - The Strongest La Paz - Vainqueur du Tournoi Ouverture 2012 - Club Blooming - 4e du Tournoi Ouverture 2012 - Club Bamin Real Potosí - 5e du Tournoi Ouverture 2012 - Oriente Petrolero - Vainqueur du barrage pré-Sudamericana - CF Universidad de Chile - Vainqueur de la Copa Chile 2012 - CD Universidad Católica - 2e du Tournoi de transition 2013 - Club de Deportes Cobreloa - 3e du Tournoi de transition 2013 - CSD Colo-Colo - 1er de la première phase du Tournoi de Clôture 2012 - Atlético Nacional - Vainqueur de la Copa Colombia 2012 - Club Deportivo La Equidad - 2e du classement cumulé 2012 - Asociación Deportivo Pasto - 3e du classement cumulé 2012 - Itagüí Ditaires - 4e du classement cumulé 2012 - Barcelona Sporting Club - Vainqueur du Tournoi de clôture 2012 - Independiente del Valle - 4e du classement cumulé 2012 - LDU Loja - 5e du classement cumulé 2012 - Club Sport Emelec - Vainqueur du barrage pré-Sudamericana | - The Strongest La Paz - Vainqueur du Tournoi Ouverture 2012 - Club Blooming - 4e du Tournoi Ouverture 2012 - Club Bamin Real Potosí - 5e du Tournoi Ouverture 2012 - Oriente Petrolero - Vainqueur du barrage pré-Sudamericana - CF Universidad de Chile - Vainqueur de la Copa Chile 2012 - CD Universidad Católica - 2e du Tournoi de transition 2013 - Club de Deportes Cobreloa - 3e du Tournoi de transition 2013 - CSD Colo-Colo - 1er de la première phase du Tournoi de Clôture 2012 - Atlético Nacional - Vainqueur de la Copa Colombia 2012 - Club Deportivo La Equidad - 2e du classement cumulé 2012 - Asociación Deportivo Pasto - 3e du classement cumulé 2012 - Itagüí Ditaires - 4e du classement cumulé 2012 - Barcelona Sporting Club - Vainqueur du Tournoi de clôture 2012 - Independiente del Valle - 4e du classement cumulé 2012 - LDU Loja - 5e du classement cumulé 2012 - Club Sport Emelec - Vainqueur du barrage pré-Sudamericana | - The Strongest La Paz - Vainqueur du Tournoi Ouverture 2012 - Club Blooming - 4e du Tournoi Ouverture 2012 - Club Bamin Real Potosí - 5e du Tournoi Ouverture 2012 - Oriente Petrolero - Vainqueur du barrage pré-Sudamericana - CF Universidad de Chile - Vainqueur de la Copa Chile 2012 - CD Universidad Católica - 2e du Tournoi de transition 2013 - Club de Deportes Cobreloa - 3e du Tournoi de transition 2013 - CSD Colo-Colo - 1er de la première phase du Tournoi de Clôture 2012 - Atlético Nacional - Vainqueur de la Copa Colombia 2012 - Club Deportivo La Equidad - 2e du classement cumulé 2012 - Asociación Deportivo Pasto - 3e du classement cumulé 2012 - Itagüí Ditaires - 4e du classement cumulé 2012 - Barcelona Sporting Club - Vainqueur du Tournoi de clôture 2012 - Independiente del Valle - 4e du classement cumulé 2012 - LDU Loja - 5e du classement cumulé 2012 - Club Sport Emelec - Vainqueur du barrage pré-Sudamericana | - The Strongest La Paz - Vainqueur du Tournoi Ouverture 2012 - Club Blooming - 4e du Tournoi Ouverture 2012 - Club Bamin Real Potosí - 5e du Tournoi Ouverture 2012 - Oriente Petrolero - Vainqueur du barrage pré-Sudamericana - CF Universidad de Chile - Vainqueur de la Copa Chile 2012 - CD Universidad Católica - 2e du Tournoi de transition 2013 - Club de Deportes Cobreloa - 3e du Tournoi de transition 2013 - CSD Colo-Colo - 1er de la première phase du Tournoi de Clôture 2012 - Atlético Nacional - Vainqueur de la Copa Colombia 2012 - Club Deportivo La Equidad - 2e du classement cumulé 2012 - Asociación Deportivo Pasto - 3e du classement cumulé 2012 - Itagüí Ditaires - 4e du classement cumulé 2012 - Barcelona Sporting Club - Vainqueur du Tournoi de clôture 2012 - Independiente del Valle - 4e du classement cumulé 2012 - LDU Loja - 5e du classement cumulé 2012 - Club Sport Emelec - Vainqueur du barrage pré-Sudamericana | - The Strongest La Paz - Vainqueur du Tournoi Ouverture 2012 - Club Blooming - 4e du Tournoi Ouverture 2012 - Club Bamin Real Potosí - 5e du Tournoi Ouverture 2012 - Oriente Petrolero - Vainqueur du barrage pré-Sudamericana - CF Universidad de Chile - Vainqueur de la Copa Chile 2012 - CD Universidad Católica - 2e du Tournoi de transition 2013 - Club de Deportes Cobreloa - 3e du Tournoi de transition 2013 - CSD Colo-Colo - 1er de la première phase du Tournoi de Clôture 2012 - Atlético Nacional - Vainqueur de la Copa Colombia 2012 - Club Deportivo La Equidad - 2e du classement cumulé 2012 - Asociación Deportivo Pasto - 3e du classement cumulé 2012 - Itagüí Ditaires - 4e du classement cumulé 2012 - Barcelona Sporting Club - Vainqueur du Tournoi de clôture 2012 - Independiente del Valle - 4e du classement cumulé 2012 - LDU Loja - 5e du classement cumulé 2012 - Club Sport Emelec - Vainqueur du barrage pré-Sudamericana | - The Strongest La Paz - Vainqueur du Tournoi Ouverture 2012 - Club Blooming - 4e du Tournoi Ouverture 2012 - Club Bamin Real Potosí - 5e du Tournoi Ouverture 2012 - Oriente Petrolero - Vainqueur du barrage pré-Sudamericana - CF Universidad de Chile - Vainqueur de la Copa Chile 2012 - CD Universidad Católica - 2e du Tournoi de transition 2013 - Club de Deportes Cobreloa - 3e du Tournoi de transition 2013 - CSD Colo-Colo - 1er de la première phase du Tournoi de Clôture 2012 - Atlético Nacional - Vainqueur de la Copa Colombia 2012 - Club Deportivo La Equidad - 2e du classement cumulé 2012 - Asociación Deportivo Pasto - 3e du classement cumulé 2012 - Itagüí Ditaires - 4e du classement cumulé 2012 - Barcelona Sporting Club - Vainqueur du Tournoi de clôture 2012 - Independiente del Valle - 4e du classement cumulé 2012 - LDU Loja - 5e du classement cumulé 2012 - Club Sport Emelec - Vainqueur du barrage pré-Sudamericana | - The Strongest La Paz - Vainqueur du Tournoi Ouverture 2012 - Club Blooming - 4e du Tournoi Ouverture 2012 - Club Bamin Real Potosí - 5e du Tournoi Ouverture 2012 - Oriente Petrolero - Vainqueur du barrage pré-Sudamericana - CF Universidad de Chile - Vainqueur de la Copa Chile 2012 - CD Universidad Católica - 2e du Tournoi de transition 2013 - Club de Deportes Cobreloa - 3e du Tournoi de transition 2013 - CSD Colo-Colo - 1er de la première phase du Tournoi de Clôture 2012 - Atlético Nacional - Vainqueur de la Copa Colombia 2012 - Club Deportivo La Equidad - 2e du classement cumulé 2012 - Asociación Deportivo Pasto - 3e du classement cumulé 2012 - Itagüí Ditaires - 4e du classement cumulé 2012 - Barcelona Sporting Club - Vainqueur du Tournoi de clôture 2012 - Independiente del Valle - 4e du classement cumulé 2012 - LDU Loja - 5e du classement cumulé 2012 - Club Sport Emelec - Vainqueur du barrage pré-Sudamericana | - Club Libertad - 1er du classement cumulé 2012 - Cerro Porteño - 2e du classement cumulé 2012 - Club Nacional - 4e du classement cumulé 2012 - Club Guaraní - 5e du classement cumulé 2012 - Club Juan Aurich - 4e du championnat du Pérou 2012 - Foot Ball Club Melgar - 5e du championnat du Pérou 2012 - Sport Huancayo - 6e du championnat du Pérou 2012 - Inti Gas - 7e du championnat du Pérou 2012 - Club Atlético Peñarol - Champion d'Uruguay 2012-2013 - River Plate - 4e du classement cumulé 2012-2013 - CCD El Tanque Sisley - 5e du classement cumulé 2012-2013 - Montevideo Wanderers - 6e du classement cumulé 2012-2013 - Deportivo Anzoátegui - Vainqueur de la Copa Venezuela 2012 - Club Deportivo Lara - 4e du classement cumulé 2012-2013 - Trujillanos Fútbol Club - Vainqueur des barrages pré-Sudamericana - Mineros de Guayana - Vainqueur des barrages pré-Sudamericana | - Club Libertad - 1er du classement cumulé 2012 - Cerro Porteño - 2e du classement cumulé 2012 - Club Nacional - 4e du classement cumulé 2012 - Club Guaraní - 5e du classement cumulé 2012 - Club Juan Aurich - 4e du championnat du Pérou 2012 - Foot Ball Club Melgar - 5e du championnat du Pérou 2012 - Sport Huancayo - 6e du championnat du Pérou 2012 - Inti Gas - 7e du championnat du Pérou 2012 - Club Atlético Peñarol - Champion d'Uruguay 2012-2013 - River Plate - 4e du classement cumulé 2012-2013 - CCD El Tanque Sisley - 5e du classement cumulé 2012-2013 - Montevideo Wanderers - 6e du classement cumulé 2012-2013 - Deportivo Anzoátegui - Vainqueur de la Copa Venezuela 2012 - Club Deportivo Lara - 4e du classement cumulé 2012-2013 - Trujillanos Fútbol Club - Vainqueur des barrages pré-Sudamericana - Mineros de Guayana - Vainqueur des barrages pré-Sudamericana | - Club Libertad - 1er du classement cumulé 2012 - Cerro Porteño - 2e du classement cumulé 2012 - Club Nacional - 4e du classement cumulé 2012 - Club Guaraní - 5e du classement cumulé 2012 - Club Juan Aurich - 4e du championnat du Pérou 2012 - Foot Ball Club Melgar - 5e du championnat du Pérou 2012 - Sport Huancayo - 6e du championnat du Pérou 2012 - Inti Gas - 7e du championnat du Pérou 2012 - Club Atlético Peñarol - Champion d'Uruguay 2012-2013 - River Plate - 4e du classement cumulé 2012-2013 - CCD El Tanque Sisley - 5e du classement cumulé 2012-2013 - Montevideo Wanderers - 6e du classement cumulé 2012-2013 - Deportivo Anzoátegui - Vainqueur de la Copa Venezuela 2012 - Club Deportivo Lara - 4e du classement cumulé 2012-2013 - Trujillanos Fútbol Club - Vainqueur des barrages pré-Sudamericana - Mineros de Guayana - Vainqueur des barrages pré-Sudamericana | - Club Libertad - 1er du classement cumulé 2012 - Cerro Porteño - 2e du classement cumulé 2012 - Club Nacional - 4e du classement cumulé 2012 - Club Guaraní - 5e du classement cumulé 2012 - Club Juan Aurich - 4e du championnat du Pérou 2012 - Foot Ball Club Melgar - 5e du championnat du Pérou 2012 - Sport Huancayo - 6e du championnat du Pérou 2012 - Inti Gas - 7e du championnat du Pérou 2012 - Club Atlético Peñarol - Champion d'Uruguay 2012-2013 - River Plate - 4e du classement cumulé 2012-2013 - CCD El Tanque Sisley - 5e du classement cumulé 2012-2013 - Montevideo Wanderers - 6e du classement cumulé 2012-2013 - Deportivo Anzoátegui - Vainqueur de la Copa Venezuela 2012 - Club Deportivo Lara - 4e du classement cumulé 2012-2013 - Trujillanos Fútbol Club - Vainqueur des barrages pré-Sudamericana - Mineros de Guayana - Vainqueur des barrages pré-Sudamericana | - Club Libertad - 1er du classement cumulé 2012 - Cerro Porteño - 2e du classement cumulé 2012 - Club Nacional - 4e du classement cumulé 2012 - Club Guaraní - 5e du classement cumulé 2012 - Club Juan Aurich - 4e du championnat du Pérou 2012 - Foot Ball Club Melgar - 5e du championnat du Pérou 2012 - Sport Huancayo - 6e du championnat du Pérou 2012 - Inti Gas - 7e du championnat du Pérou 2012 - Club Atlético Peñarol - Champion d'Uruguay 2012-2013 - River Plate - 4e du classement cumulé 2012-2013 - CCD El Tanque Sisley - 5e du classement cumulé 2012-2013 - Montevideo Wanderers - 6e du classement cumulé 2012-2013 - Deportivo Anzoátegui - Vainqueur de la Copa Venezuela 2012 - Club Deportivo Lara - 4e du classement cumulé 2012-2013 - Trujillanos Fútbol Club - Vainqueur des barrages pré-Sudamericana - Mineros de Guayana - Vainqueur des barrages pré-Sudamericana | - Club Libertad - 1er du classement cumulé 2012 - Cerro Porteño - 2e du classement cumulé 2012 - Club Nacional - 4e du classement cumulé 2012 - Club Guaraní - 5e du classement cumulé 2012 - Club Juan Aurich - 4e du championnat du Pérou 2012 - Foot Ball Club Melgar - 5e du championnat du Pérou 2012 - Sport Huancayo - 6e du championnat du Pérou 2012 - Inti Gas - 7e du championnat du Pérou 2012 - Club Atlético Peñarol - Champion d'Uruguay 2012-2013 - River Plate - 4e du classement cumulé 2012-2013 - CCD El Tanque Sisley - 5e du classement cumulé 2012-2013 - Montevideo Wanderers - 6e du classement cumulé 2012-2013 - Deportivo Anzoátegui - Vainqueur de la Copa Venezuela 2012 - Club Deportivo Lara - 4e du classement cumulé 2012-2013 - Trujillanos Fútbol Club - Vainqueur des barrages pré-Sudamericana - Mineros de Guayana - Vainqueur des barrages pré-Sudamericana | - Club Libertad - 1er du classement cumulé 2012 - Cerro Porteño - 2e du classement cumulé 2012 - Club Nacional - 4e du classement cumulé 2012 - Club Guaraní - 5e du classement cumulé 2012 - Club Juan Aurich - 4e du championnat du Pérou 2012 - Foot Ball Club Melgar - 5e du championnat du Pérou 2012 - Sport Huancayo - 6e du championnat du Pérou 2012 - Inti Gas - 7e du championnat du Pérou 2012 - Club Atlético Peñarol - Champion d'Uruguay 2012-2013 - River Plate - 4e du classement cumulé 2012-2013 - CCD El Tanque Sisley - 5e du classement cumulé 2012-2013 - Montevideo Wanderers - 6e du classement cumulé 2012-2013 - Deportivo Anzoátegui - Vainqueur de la Copa Venezuela 2012 - Club Deportivo Lara - 4e du classement cumulé 2012-2013 - Trujillanos Fútbol Club - Vainqueur des barrages pré-Sudamericana - Mineros de Guayana - Vainqueur des barrages pré-Sudamericana | - Club Libertad - 1er du classement cumulé 2012 - Cerro Porteño - 2e du classement cumulé 2012 - Club Nacional - 4e du classement cumulé 2012 - Club Guaraní - 5e du classement cumulé 2012 - Club Juan Aurich - 4e du championnat du Pérou 2012 - Foot Ball Club Melgar - 5e du championnat du Pérou 2012 - Sport Huancayo - 6e du championnat du Pérou 2012 - Inti Gas - 7e du championnat du Pérou 2012 - Club Atlético Peñarol - Champion d'Uruguay 2012-2013 - River Plate - 4e du classement cumulé 2012-2013 - CCD El Tanque Sisley - 5e du classement cumulé 2012-2013 - Montevideo Wanderers - 6e du classement cumulé 2012-2013 - Deportivo Anzoátegui - Vainqueur de la Copa Venezuela 2012 - Club Deportivo Lara - 4e du classement cumulé 2012-2013 - Trujillanos Fútbol Club - Vainqueur des barrages pré-Sudamericana - Mineros de Guayana - Vainqueur des barrages pré-Sudamericana |

## Compétition

### Premier tour
Lors de celui-ci, les clubs issus des fédérations autre que le Brésil et l'Argentine disputent un premier match aller-retour contre un club d'un pays de leur zone.
| Équipe 1                   | Résultat | Équipe 2                | Aller | Retour |
| -------------------------- | -------- | ----------------------- | ----- | ------ |
| Mineros de Guayana         | 4 - 2    | Barcelona Sporting Club | 2 - 2 | 2 - 0  |
| Independiente del Valle    | 2 - 0    | Deportivo Anzoátegui    | 0 - 0 | 2 - 0  |
| Itagüí Ditaires            | 6 – 2    | Club Juan Aurich        | 3 - 0 | 3 - 2  |
| Sport Huancayo             | 1 – 7    | Club Sport Emelec       | 1 - 3 | 0 - 4  |
| Asociación Deportivo Pasto | 3 – 2    | Foot Ball Club Melgar   | 3 - 0 | 0 - 2  |
| LDU Loja                   | 3 - 1    | Club Deportivo Lara     | 2 - 0 | 1 - 1  |
| Trujillanos Fútbol Club    | 0 – 1    | CD La Equidad           | 0 - 1 | 0 - 0  |
| Inti Gas                   | 0 – 5    | Atlético Nacional       | 0 - 1 | 0 - 4  |

| Équipe 1                  | Résultat | Équipe 2                | Aller | Retour |
| ------------------------- | -------- | ----------------------- | ----- | ------ |
| Montevideo Wanderers      | 1 – 2    | Club Libertad           | 0 - 0 | 1 - 2  |
| Club de Deportes Cobreloa | 2 – 0    | Club Atlético Peñarol   | 0 - 0 | 2 - 0  |
| Club Bamin Real Potosí    | 3 – 6    | CF Universidad de Chile | 3 - 1 | 0 - 5  |
| Club Guaraní              | 4 – 1    | Oriente Petrolero       | 0 - 0 | 4 - 1  |
| CCD El Tanque Sisley      | 0 – 3    | CSD Colo-Colo           | 0 - 1 | 0 - 2  |
| Club Blooming             | 0 – 5    | River Plate             | 0 - 1 | 0 - 4  |
| CD Universidad Católica   | 2 – 1    | Cerro Porteño           | 1 - 1 | 1 - 0  |
| Club Nacional             | 1e – 1   | The Strongest La Paz    | 0 - 0 | 1 - 1  |

### Deuxième tour
Lors du deuxième tour, les clubs argentins et brésiliens entrent en compétition et s'affrontent entre clubs du même pays. Les qualifiés issus de la première phase s'affrontent à nouveau, un club de la zone Nord rencontrant obligatoirement un club de la zone Sud.
| Équipe 1                   | Résultat      | Équipe 2                      | Aller | Retour |
| -------------------------- | ------------- | ----------------------------- | ----- | ------ |
| CD Universidad Católica    | 7 – 2         | Club Sport Emelec             | 4 - 0 | 3 - 2  |
| CA San Lorenzo de Almagro  | 0 – 1         | CA River Plate                | 0 - 1 | 0 - 0  |
| Asociación Deportivo Pasto | 3 – 0         | CSD Colo-Colo                 | 1 - 0 | 2 - 0  |
| Sport Club do Recife       | 2 – 2 3-1 tab | Clube Náutico Capibaribe      | 2 - 0 | 0 - 2  |
| Itagüí Ditaires            | 1 – 0         | River Plate                   | 1 - 0 | 0 - 0  |
| Club Atlético Belgrano     | 1 – 2         | Club Atlético Vélez Sarsfield | 1 - 0 | 0 - 2  |
| CF Universidad de Chile    | 4 – 2         | Independiente del Valle       | 1 - 1 | 3 - 1  |
| Portuguesa                 | 1 – 2         | Esporte Clube Bahia           | 1 - 2 | 0 - 0  |
| Club Guaraní               | 0 – 2         | Atlético Nacional             | 0 - 2 | 0 - 0  |
| Racing Club Avellaneda     | 1 – 4         | Club Atlético Lanús           | 1 - 2 | 0 - 2  |
| Club Deportivo La Equidad  | 1e – 1        | Club de Deportes Cobreloa     | 0 - 0 | 1 - 1  |
| Esporte Clube Vitória      | 1 – 1 3-4 tab | Coritiba Foot Ball Club       | 1 - 0 | 0 - 1  |
| Club Libertad              | 4 – 1         | Mineros de Guayana            | 2 - 0 | 2 - 1  |
| Criciúma Esporte Clube     | 1 – 2         | AA Ponte Preta                | 1 - 2 | 0 - 0  |
| LDU Loja                   | 1 – 0         | Club Nacional                 | 0 - 0 | 1 - 0  |

### Huitièmes de finale
Les quinze clubs qualifiés du deuxième tour ainsi que le tenant du titre, São Paulo Futebol Clube, se retrouvent en phase finale, disputée sous la forme de matchs aller-retour à élimination directe.
| Équipe 1                   | Résultat      | Équipe 2                      | Aller | Retour |
| -------------------------- | ------------- | ----------------------------- | ----- | ------ |
| Club Libertad              | 4 – 1         | Sport Club do Recife          | 2 - 0 | 2 - 1  |
| Club Deportivo La Equidad  | 2 – 4         | Club Atlético Vélez Sarsfield | 1 - 2 | 1 - 2  |
| AA Ponte Preta             | 2 – 1         | Asociación Deportivo Pasto    | 2 - 0 | 0 - 1  |
| Atlético Nacional          | 1 – 1 4-3 tab | Esporte Clube Bahia           | 1 - 0 | 0 - 1  |
| 'São Paulo Futebol Clube'T | 5 – 4         | CD Universidad Católica       | 1 - 1 | 4 - 3  |
| Club Atlético Lanús        | 4 – 1         | CF Universidad de Chile       | 4 - 0 | 0 - 1  |
| LDU Loja                   | 2 – 3         | Club Atlético River Plate     | 2 - 1 | 0 - 2  |
| Coritiba Foot Ball Club    | 1 – 3         | Itagüí Ditaires               | 0 - 1 | 1 - 2  |

### Quarts de finale
| Équipe 1                   | Résultat | Équipe 2                  | Aller | Retour |
| -------------------------- | -------- | ------------------------- | ----- | ------ |
| 'São Paulo Futebol Clube'T | 3 - 2    | Atlético Nacional         | 3 - 2 | 0 - 0  |
| Club Atlético Lanús        | 3 - 1    | Club Atlético River Plate | 0 - 0 | 3 - 1  |
| AA Ponte Preta             | 2 - 0    | Velez Sarsfield           | 0 - 0 | 2 - 0  |
| Club Libertad              | 2 - 1    | Itagüí Ditaires           | 2 - 0 | 0 - 1  |

### Demi-finales
Le tirage au sort des demi-finales est orienté afin que les deux clubs brésiliens se rencontrent, dans le but d'éviter une finale entre deux clubs d'un même pays.
| Équipe 1                 | Résultat | Équipe 2            | Aller | Retour |
| ------------------------ | -------- | ------------------- | ----- | ------ |
| Club Libertad            | 2 - 4    | Club Atlético Lanús | 1 - 2 | 1 - 2  |
| São Paulo Futebol ClubeT | 2 - 4    | AA Ponte Preta      | 1 - 3 | 1 - 1  |

### Finale
| Finale aller          | AA Ponte Preta     | 1 - 1 | Club Atlético Lanús | Stade du Pacaembu, São Paulo                     |                                                  |
| 4 décembre 2013 21:50 | Fellipe Bastos 79e |       | 58e Goltz           | Spectateurs : 28 959 Arbitrage : Roberto Silvera | Spectateurs : 28 959 Arbitrage : Roberto Silvera |
| 4 décembre 2013 21:50 | (Rapport)          |       |                     | Spectateurs : 28 959 Arbitrage : Roberto Silvera | Spectateurs : 28 959 Arbitrage : Roberto Silvera |

| Finale retour          | Club Atlético Lanús      | 2 - 0 | AA Ponte Preta | Stade Ciudad de Lanús, Lanús                   |                                                |
| 11 décembre 2013 20:50 | Ayala 25e · Blanco 45+3e |       |                | Spectateurs : 40 000 Arbitrage : Enrique Osses | Spectateurs : 40 000 Arbitrage : Enrique Osses |
| 11 décembre 2013 20:50 | (Rapport)                |       |                | Spectateurs : 40 000 Arbitrage : Enrique Osses | Spectateurs : 40 000 Arbitrage : Enrique Osses |

| Vainqueur de la Copa Sudamericana 2013 |
| -------------------------------------- |
| Drapeau de l'Argentine                 |
| Club Atlético Lanús Premier titre      |